# Coppa Intercontinentale 2012 (hockey su pista)
La Coppa Intercontinentale 2012 è stata la 13ª edizione dell'omonima competizione di hockey su pista riservata alle squadre di club. Il torneo ha avuto luogo il 13 novembre 2012. Il trofeo è stato vinto dal Liceo La Coruña per la quinta volta nella sua storia.

## Squadre partecipanti
| Nazione   | Club            | Qualificazione                                      | Partecipazioni precedenti (il grassetto indica la vittoria) |
| --------- | --------------- | --------------------------------------------------- | ----------------------------------------------------------- |
| Argentina | Huracán         | Detentore del South American Club Championship 2011 | Esordiente                                                  |
| Spagna    | Liceo La Coruña | Detentore dell'Eurolega 2011-2012                   | 1987, 1989, 1993, 2004                                      |

## Risultati
| La Coruña 13 novembre 2012 Finale | Huracán | 4 – 6 | Liceo La Coruña | Pazo dos Deportes de Riazor |